# Gabe York
Gabe York (West Covina, California, 2 de agosto de 1993) es un baloncestista estadounidense que pertenece a la plantilla de los Zhejiang Golden Bulls de la Chinese Basketball Association. Con 1,91 metros de estatura, juega en la posición de base.

## Trayectoria deportiva

### Universidad
Jugó cuatro temporadas en los Wildcats de la Universidad de Arizona, en la que promedió 9,2 puntos, 1,5 asistencias y 2,2 rebotes por partido. En su última temporada fue incluido en el segundo mejor quinteto de la Pac-12 Conference, logrando además igualar el récord de su universidad de más triples anotados en un partido junto con Salim Stoudamire en 2005, al lograr nueve ante Stanford.

#### Estadísticas
| Año     | Equipo  | PJ  | PT | MPP  | %TC  | %3P  | %TL  | RPP | APP | ROB | TPP | PPP  |
| ------- | ------- | --- | -- | ---- | ---- | ---- | ---- | --- | --- | --- | --- | ---- |
| 2012–13 | Arizona | 15  | 0  | 5.8  | .406 | .348 | .500 | 0.3 | 0.6 | 0.1 | 0.0 | 2.4  |
| 2013–14 | Arizona | 38  | 12 | 21.8 | .371 | .385 | .673 | 2.2 | 1.6 | 0.5 | 0.1 | 6.7  |
| 2014–15 | Arizona | 37  | 13 | 23.1 | .440 | .400 | .811 | 2.1 | 1.2 | 0.6 | 0.4 | 9.2  |
| 2015–16 | Arizona | 34  | 34 | 33.3 | .422 | .421 | .756 | 3.2 | 2.2 | 0.9 | 0.3 | 15.0 |
| Total   | Total   | 124 | 59 | 23.4 | .414 | .402 | .750 | 2.2 | 1.5 | 0.6 | 0.2 | 9.2  |

### Profesional
Tras no ser elegido en el Draft de la NBA de 2016, se unió a los Charlotte Hornets para disputar las Ligas de Verano. El 22 de julio fichó por el Vanoli Cremona de la liga italiana, pero solo llegó a jugar seis partidos, en los que promedió 4,3 puntos y 3,2 rebotes, antes de ser despedido el 11 de noviembre.
Seis días más tarde fichó por los Erie BayHawks de la NBA D-League. El 15 de diciembre anotó 38 puntos en 38 minutos ante Los Angeles D-Fenders, incluidos 10 triples.
El 30 de noviembre de 2020, firma por el Hapoel Tel Aviv B.C. de la Ligat Winner.
El 23 de octubre de 2021 fue elegido en el puesto número 3 del Draft de la NBA G League de 2021 por los Fort Wayne Mad Ants.
El 7 de abril de 2022 firmó un contrato dual con los Indiana Pacers de la NBA. Debutó dos días después ante Philadelphia 76ers, consiguiendo siete puntos, dos asistencias y un rebote.
Antes del inicio de la temporada 2022-23 es asignado al equipo filial, para luego firmar un contrato dual con Indiana Pacers el 30 de marzo de 2023.
El 31 de enero de 2024, se une a los NBA G League Ignite.
El 9 de abril de 2024, firma por el Bàsquet Girona de la Liga ACB hasta final de la temporada.
En junio de 2024 firma por los Mets de Guaynabo del BSN de Puerto Rico, pero cae lesionado en julio y su ficha es reemplazada.
El 1 de agosto de 2024 firma por los Zhejiang Golden Bulls de la Chinese Basketball Association (CBA).

## Estadísticas de su carrera en la NBA

### Temporada regular
| Año     | Equipo  | PJ | PT | MPP  | %TC  | %3P  | %TL   | RPP | APP | ROB | TPP | PPP |
| ------- | ------- | -- | -- | ---- | ---- | ---- | ----- | --- | --- | --- | --- | --- |
| 2021-22 | Indiana | 2  | 0  | 10.5 | .286 | .167 | .600  | 1.0 | 2.0 | 1.0 | .5  | 4.0 |
| 2022-23 | Indiana | 3  | 0  | 18.7 | .381 | .333 | 1.000 | 2.0 | 1.7 | .7  | .0  | 8.0 |
| Total   | Total   | 5  | 0  | 15.4 | .357 | .292 | .714  | 1.6 | 1.8 | .8  | .2  | 6.4 |